# Северовенгерские горы

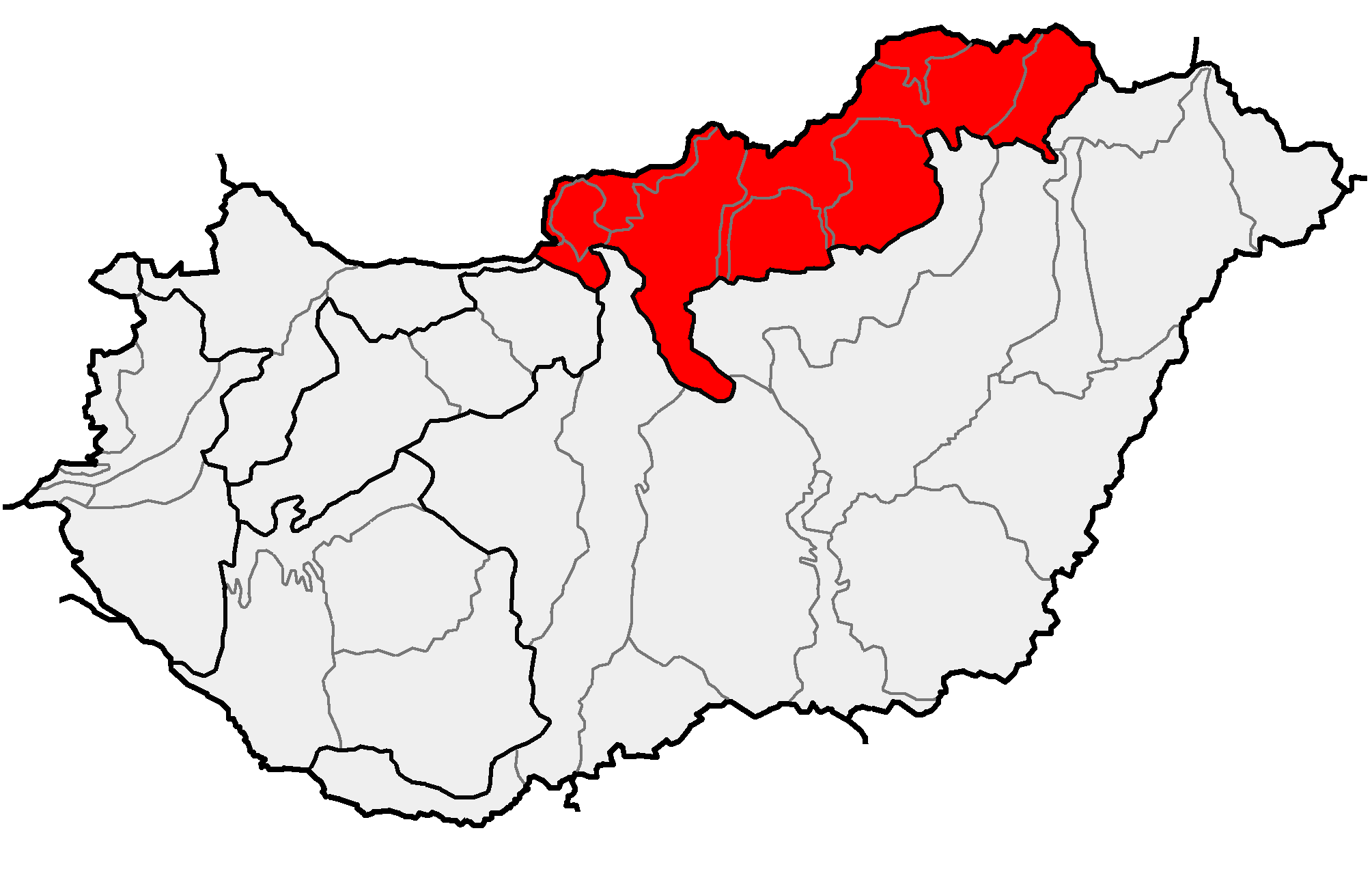
Северовенгерские горы на карте географических районов Венгрии

Северовенгерские горы (иногда называемые Северо-Восточными венгерскими горами, Северо-Восточными горами, Северовенгерским плоскогорьем, Северовенгерской возвышенностью венг. Északi-középhegység) — северная гористая часть Венгрии. Она формирует единый географический регион с прилегающей к Венгрии словацкой Матранско-Сланской областью. Вместе они образуют отдельную единую геоморфологическую область внутри Западных Карпат. Горы простираются вдоль всей Северо-Восточной Венгрии, по восточной части венгерско-словацкой границы широкой полосой от Дунайской излучины до города Прешов.

## Районирование
Область Северовенгерских гор содержит следующие геоморфологические районы.
- Бёржёнь [3] (венг. Börzsöny) + Бурда (Словакия)
- Холмы Гёдёлё (венг. Gödöllői-dombság)
- Черхат [3] (венг. Cserhát - буквально "Дубовая спина", где "Cser" — Австрийский дуб и "hát" — спина)
- Район Каранч-Медвеш + Плоскогорье Церова (Словакия)
- Матра [3] (венг. Mátra)
- Бюкк [3] (венг. Bükk или "Bükk hegység" – буквально Буковые (горы))
- Земпленские горы, или Токайские горы (венг. Zempléni-hegység, Tokaji-hegység)

Горные массивы, входящие в область Матра-Сланец на территории Словакии:
- Сланске-Врхи (словац. Slanské vrchy)
- Земплинске Врхи (словац. Zemplínske vrchy)

## Описание
Северовенгерские горы начинаются с горного массива Бёржёнь, прилегающего к Дунайской излучине, где он встречается с Задунайскими горами. Массив Бёржёнь располагается на площади около 600 км², в основном вулканического происхождения. Высочайшей точкой является гора Чованьош (938 м).
Следующий на восток горный массив — Черхат, тех же геологических характеристик, что и Бёржёнь. Эрозия здесь более выражена: Черхат является в основном холмистой, самой низкой частою Северовенгерских гор. Самая высокая точка здесь «Насай» (654 м).
Кекеш, самая высокая точка всего региона в 1014 метров, расположена в следующем массиве, Матра. Однако, средняя высота всего массива Матра лишь 600 метров, меньше, чем у соседствующего с ним Бюкка. Матра так же вулканического происхождения.

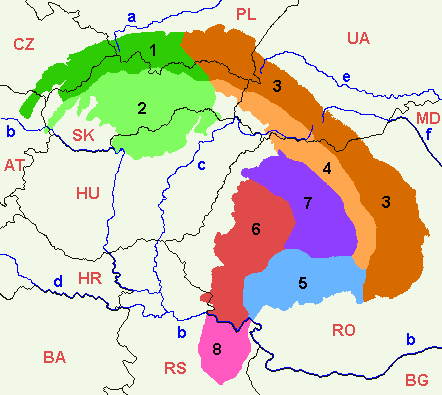
Карта Карпат. Северовенгерские горы — самая южная часть территории, закрашенной светло-зелёным.

Бюкк — известняковый горный хребет; имеет самую большую среднюю высоту в Венгрии. Он богат пещерами, некоторые из которых были населены в древние времена.
Пещерный район Аггтелек или «Аггтелекский карст» — геологическая формация, охватывающая венгерско-словацкую границу, на которой расположен объект Всемирного наследия ЮНЕСКО: Пещеры Аггтелекского карста и Словацкого карста, а также венгерский Национальный парк Аггтелек. Самая популярная пещера на территории Венгрии, Барадла, расположена тут же.
Земпленские горы так же вулканического происхождения; высокое качество почвы здесь способствовало развитию виноградарства.
Стоит отметить, что Кекеш является высочайшей вершиной Северовенгерских гор на территории Венгрии. Если же рассматривать этот регион вместе со словацкой областью Матра-Сланец (а в геологическом смысле они являются единым геоморфологическим образованием), то высочайшей вершиной следует считать гору Шимонка, 1092 метра, расположенную в Словакии.

### Природные ресурсы региона
- Бурый уголь
- Плодородные почвы
- Древесина
- Известняк
- Виноградарство

### Национальные парки
- Национальный парк Аггтелек (основан в 1985)
- Национальный парк Бюкк (основан в 1976)
- Национальный парк Дунай-Ипой (основан в 1997)

### Природоохранные зоны
- Холлокё (с 1977)
- Восточный Черхат (с 1989)
- Каранч-Медвеш (с 1989)
- Матра (с 1985)
- Тарнавидек (с 1993)
- Лазберц (с 1975)
- Токай-Бодрогзуг (с 1986)
- Земплин (с 1984)

## Изображения

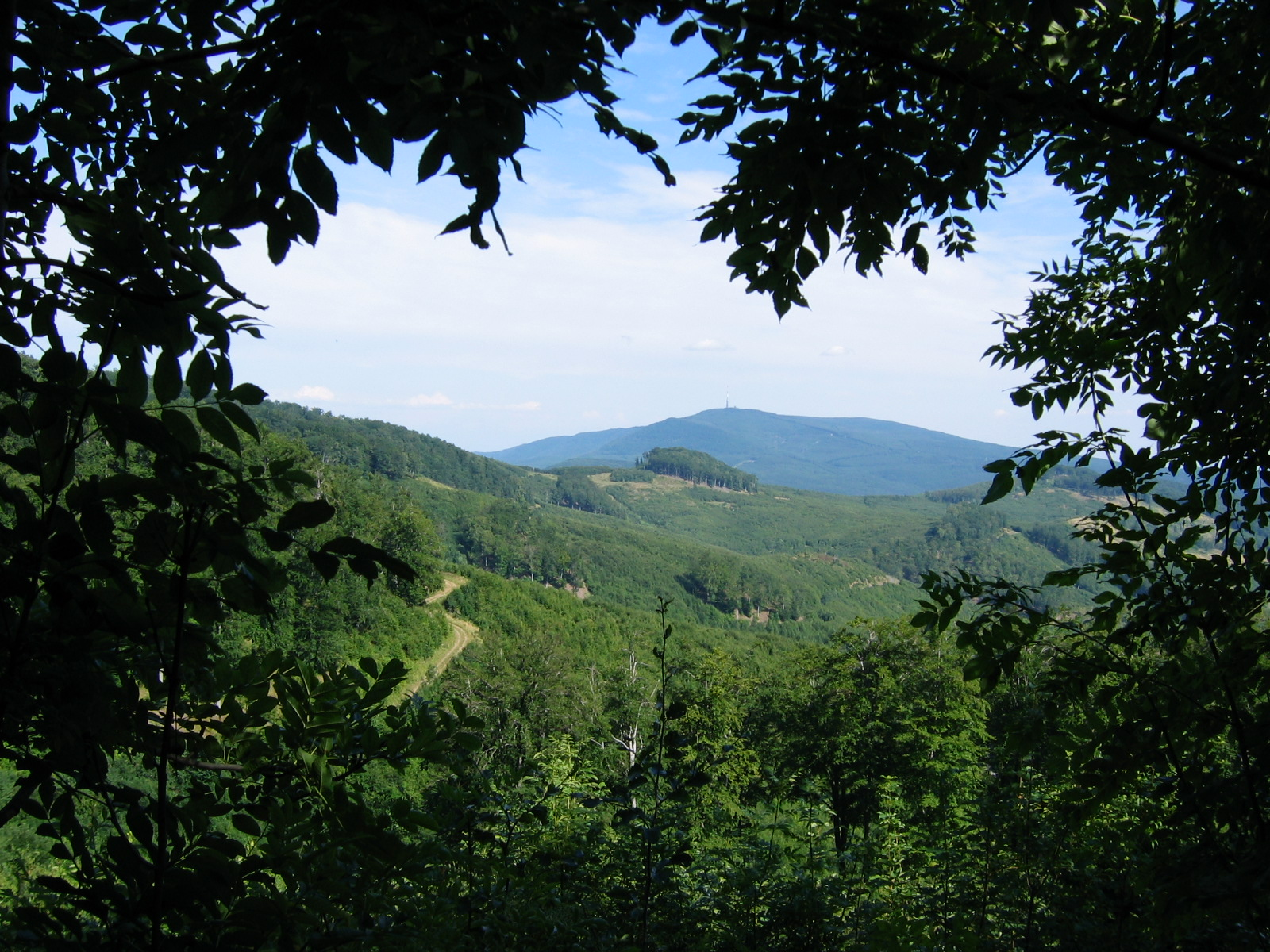
Матра
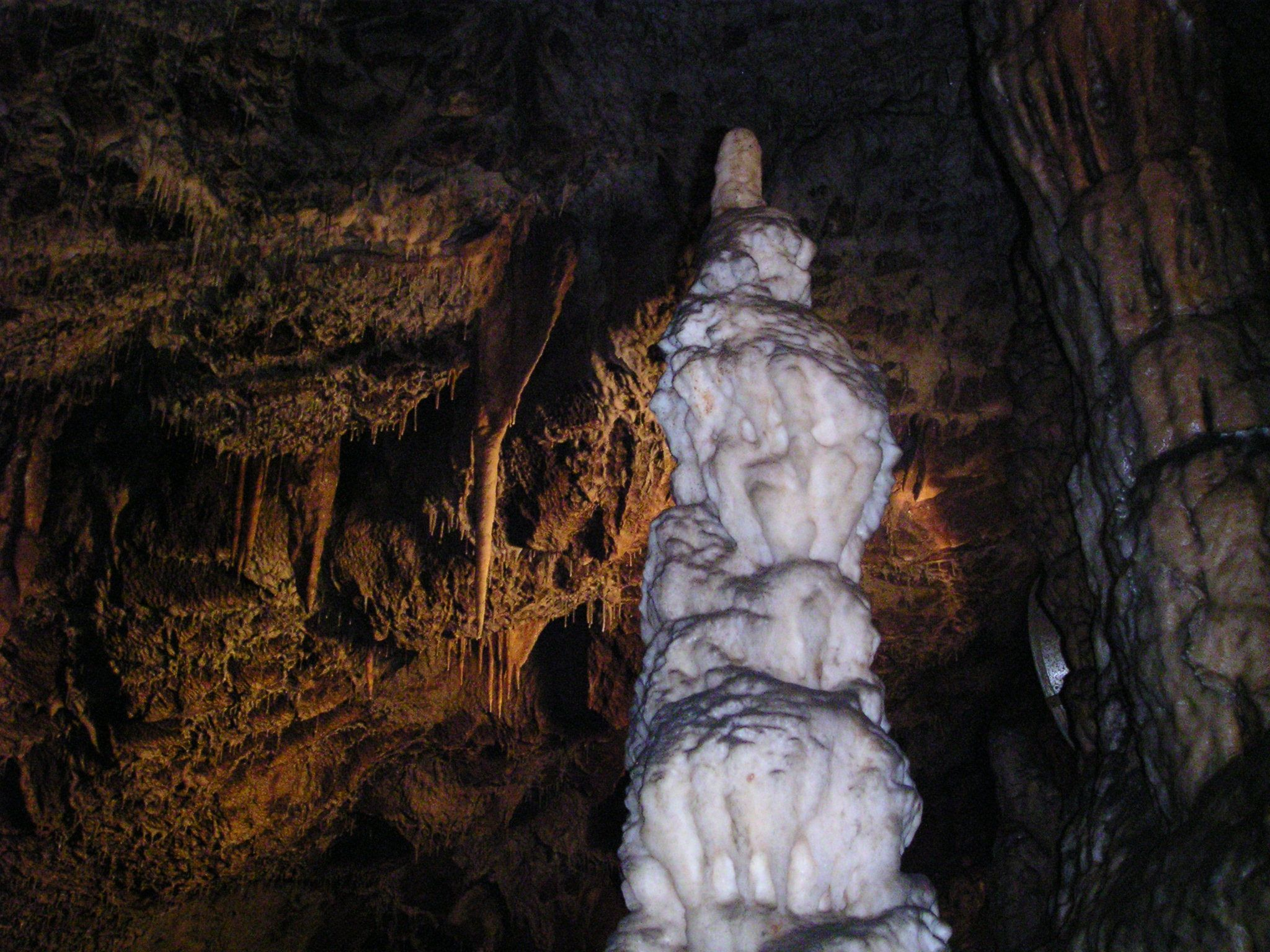
Национальный парк Аггтелек - пещера Барадла
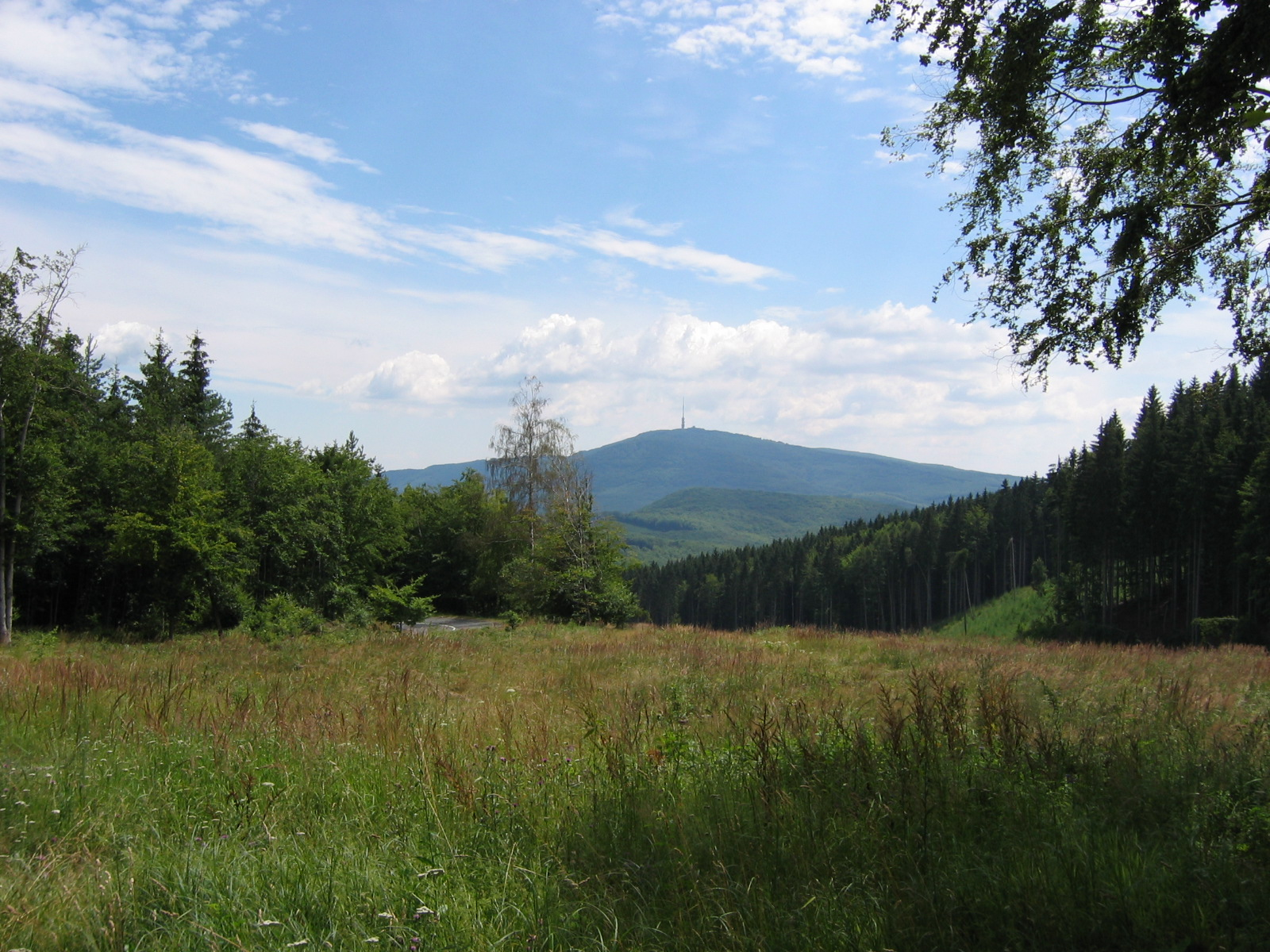
Высочайшая вершина, Кекеш